# Martin Heydon
Martin Heydon, né le 9 août 1978 à Portlaoise, est un homme politique irlandais, membre du Fine Gael. 
En juillet 2020, il est Minister of State (secrétaire d'état) à la Recherche et au développement, à la Sécurité agricole et au Développement des nouveaux marchés. Il est Teachta Dála (député) depuis 2011 dans la circonscription de Kildare South. Il est nommé ministre de l'Agriculture en janvier 2025.